# Aries (constelación)
Aries o Carnero (Aries en latín) es una de las constelaciones del zodíaco; se encuentra entre las constelaciones de Piscis, al oeste, y Tauro al este.

## Características destacables

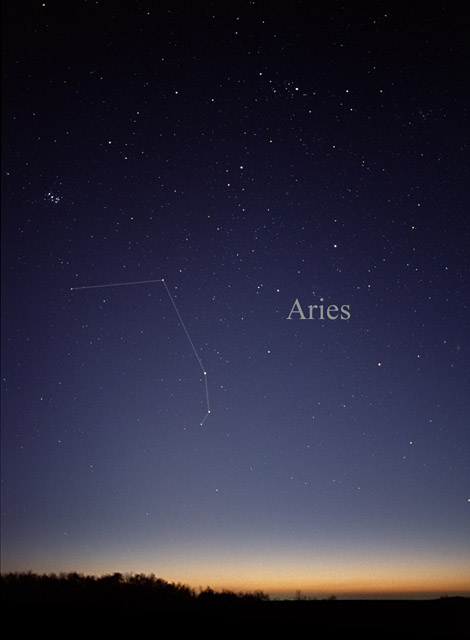
Constelación de Aries. [http://www.allthesky.com/constellations/aries-e.html AlltheSky.com

α Arietis recibe el nombre de Hamal y es el astro más brillante con magnitud 2,01. Es una gigante naranja de tipo espectral K2III cuyo radio, como corresponde a una estrella de sus características, es casi 15 veces más grande que el radio solar. En 2011 se detectó la presencia de un planeta —con una masa al menos 1,8 veces la de Júpiter— en órbita alrededor de esta estrella.
La segunda estrella más brillante de Aries es Sheratan (β Arietis), binaria espectroscópica formada por una estrella blanca de la secuencia principal y una enana amarilla semejante al Sol. La órbita de esta binaria es notablemente excéntrica (ε = 0,88), lo que provoca que la separación entre ambas estrellas varíe entre 0,08 ua (un 20 % de la distancia entre Mercurio y el Sol) y 1,2 ua (un 20 % más de la distancia entre la Tierra y el Sol).
Le sigue en brillo 41 Arietis —denominada formalmente Bharani—, una estrella de tipo espectral B8V, cuya temperatura efectiva es de 11 900 K y su lminosidad 160 veces mayor que la del Sol. No posee denominación de Bayer, ya que en el pasado formaba parte de la constelación de Musca Borealis, hoy descartada, siendo su estrella más brillante.
Aries contiene varias estrellas dobles interesantes, entre las que destacan γ Arietis, ε Arietis y λ Arietis.
γ Arietis, conocida como Mesarthim, está compuesta por dos estrellas blancas que emplean más de 5000 años en completar una órbita alrededor del centro de masas común. Una de las componentes es una estrella Ap y variable Alfa2 Canum Venaticorum.
Por su parte, las dos componentes de ε Arietis son estrellas de tipo A3V cuyo período orbital es de 704 años; una enana naranja de tipo K0V, mucho más alejada, emplea unos 12 400 años en completar una órbita en torno al par interior. Finalmente, λ Arietis es una binaria amplia constituida por una estrella de la secuencia principal (de tipo A7V o F0V) y una enana amarilla semejante al Sol. La separación entre ambas estrellas es igual o superior a 1480 ua.
Entre las variables de la constelación se encuentran las variables Mira R Arietis y U Arietis. El brillo de la primera fluctúa entre magnitud 7,1 y 14,3 a lo largo de un periodo de 185,67 días, mientras que el de la segunda lo hace entre magnitud 7,2 y 15,8 en un período de 371,1 días.
Por otra parte, V Arietis es una estrella de carbono de tipo C-H3.5, así como una estrella CH de 3621 K de temperatura.
Otra variable de interés es SX Arietis,  estrella químicamente peculiar —en concreto muestrra líneas de absorción fuertes de silicio— con una temperatura de 12 420 K y 2,6 masas solares.
TT Arietis es una de las variables más peculiares del cielo nocturno. Clasificada como variable cataclísmica, es un sistema binario donde la componente primaria es una enana blanca caliente acompañada por una estrella mucho más fría de tipo espectral M3.5.
Se piensa que la superficie de la enana blanca se calienta por un elevado ritmo de acreción, llegando a alcanzar una temperatura próxima a los 80 000 K. El período orbital del sistema es de solo 3,3 horas.

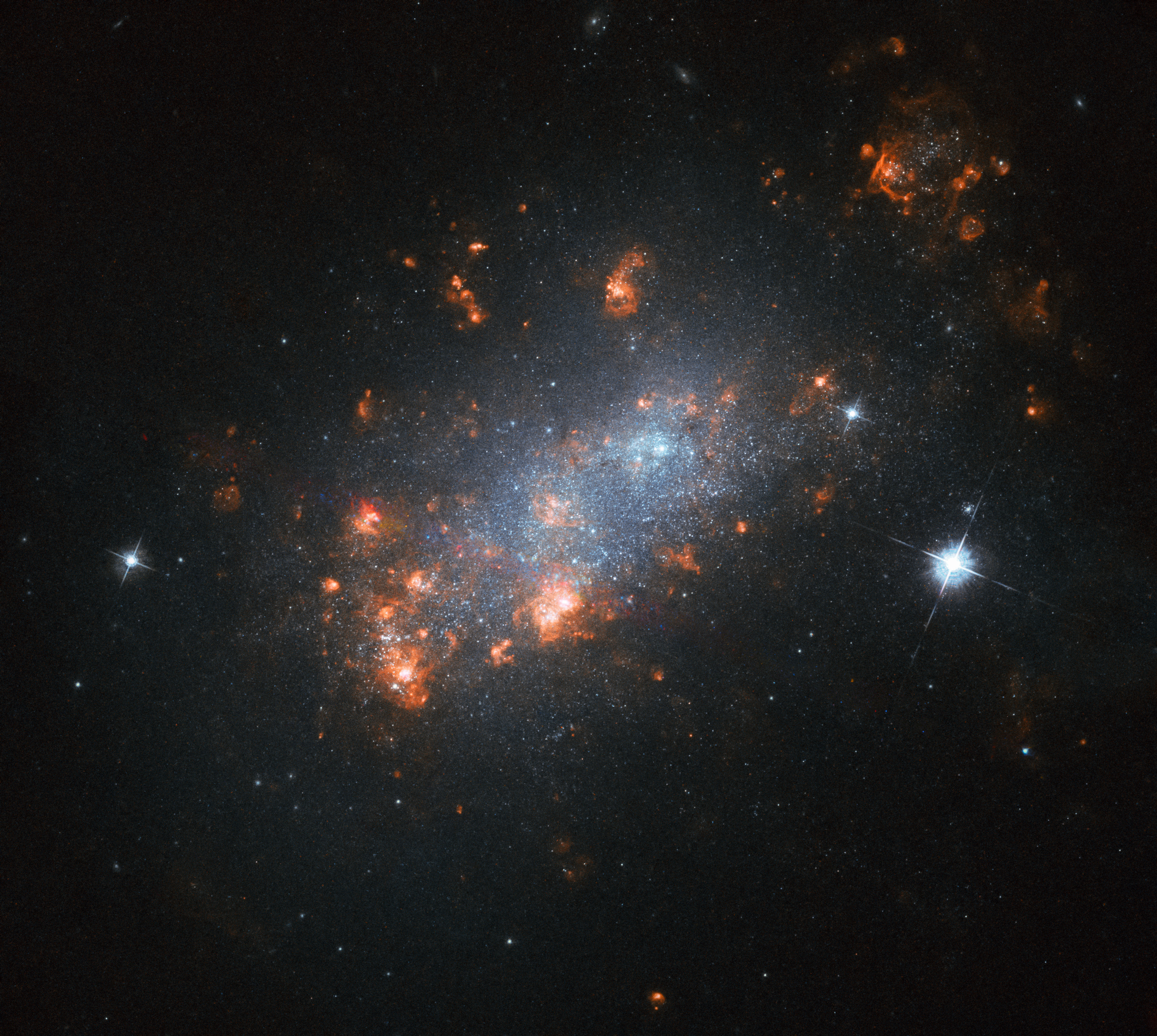
Imagen de NGC 1156 obtenida con el telescopio espacial Hubble. Créditos: NASA/ESA

Aries también contiene dos enanas rojas —la estrella de Teegarden y TZ Arietis— que se cuentan entre las 40 estrellas más próximas al sistema solar. En el momento de su descubrimiento (2003), la paralaje de la estrella de Teegarden fue medida como 0,43 ± 0,13 segundos de arco, lo que la situaba a solo 7,8 años luz, siendo por tanto la tercera estrella más cercana a nuestro sistema solar.
Sin embargo, estudios posteriores sitúan a esta tenue enana roja a 12,5 años luz de distancia.
En ambas estrellas se han descubierto exoplanetas. En concreto, la Estrella de Teegarden posee dos planetas de masa similar a la Tierra orbitando en la zona habitable de la estrella.
HD 12661 es una enana amarilla de tipo G6V con dos planetas extrasolares; ambos son más masivos que Júpiter y oribtan a 0,8 y 2,9 ua de la estrella.
También de tipo espectral G6V, HIP 14810 tiene tres en planetas en órbita a su alrededor; el más inerno es un planeta del tipo «júpiter caliente» muy masivo.
En lo concerniente al espacio profundo, en Aries se encuentran las galaxias NGC 772, NGC 770, NGC 691 y NGC 877. NGC 772 es una galaxia espiral sin barra que posee un bulbo prominente; el brazo principal, en el lado noroeste de la galaxia, contiene varias regiones de formación estelar. La galaxia elíptica NGC 770 está vinculada gravitacionalmente a ella.
NGC 691 es otra galaxia espiral con un diámetro de 126 000 años luz que está a 125 millones de años luz de distancia. Es el miembro prominente de un grupo de galaxias que lleva su nombre.
Igualmente, NGC 877 —galaxia espiral intermedia— es el miembro más brillante de otro distinto grupo de galaxias.
En cambio, NGC 1156 es una galaxia enana irregular de magnitud aparente 11,7. Algunas bolsas de gas dentro de NGC 1156 giran en la dirección opuesta al resto de la galaxia, lo que sugiere que ha habido un encuentro cercano con otra galaxia en el pasado.

## Estrellas principales
- α Arietis (Hamal o Hemal), la estrella más brillante de la constelación con magnitud 2,01, una gigante anaranjada rodeada de un hermoso grupo de estrellas.
- β Arietis (Sheratan), la segunda más brillante con magnitud 2,64, binaria espectroscópica de color blanco.
- γ Arietis (Mesarthim), de magnitud 3,88 es una estrella binaria cuyas dos componentes blancas están separadas 8 segundos de arco. Una de ellas es una estrella ligeramente variable.
- δ Arietis (Botein), estrella gigante naranja de magnitud 4,35.
- ε Arietis, estrella binaria cuyas componentes están separadas 1,5 segundos de arco.
- ζ Arietis, estrella blanca de la secuencia principal de magnitud 4,88.
- η Arietis, estrella blanco-amarilla de magnitud 5,24.
- ι Arietis, estrella naranja de magnitud 5,11.
- λ Arietis, binaria amplia con una separación de 37,4 segundos de arco.
- ρ3 Arietis, estrella blanca de magnitud 5,63.

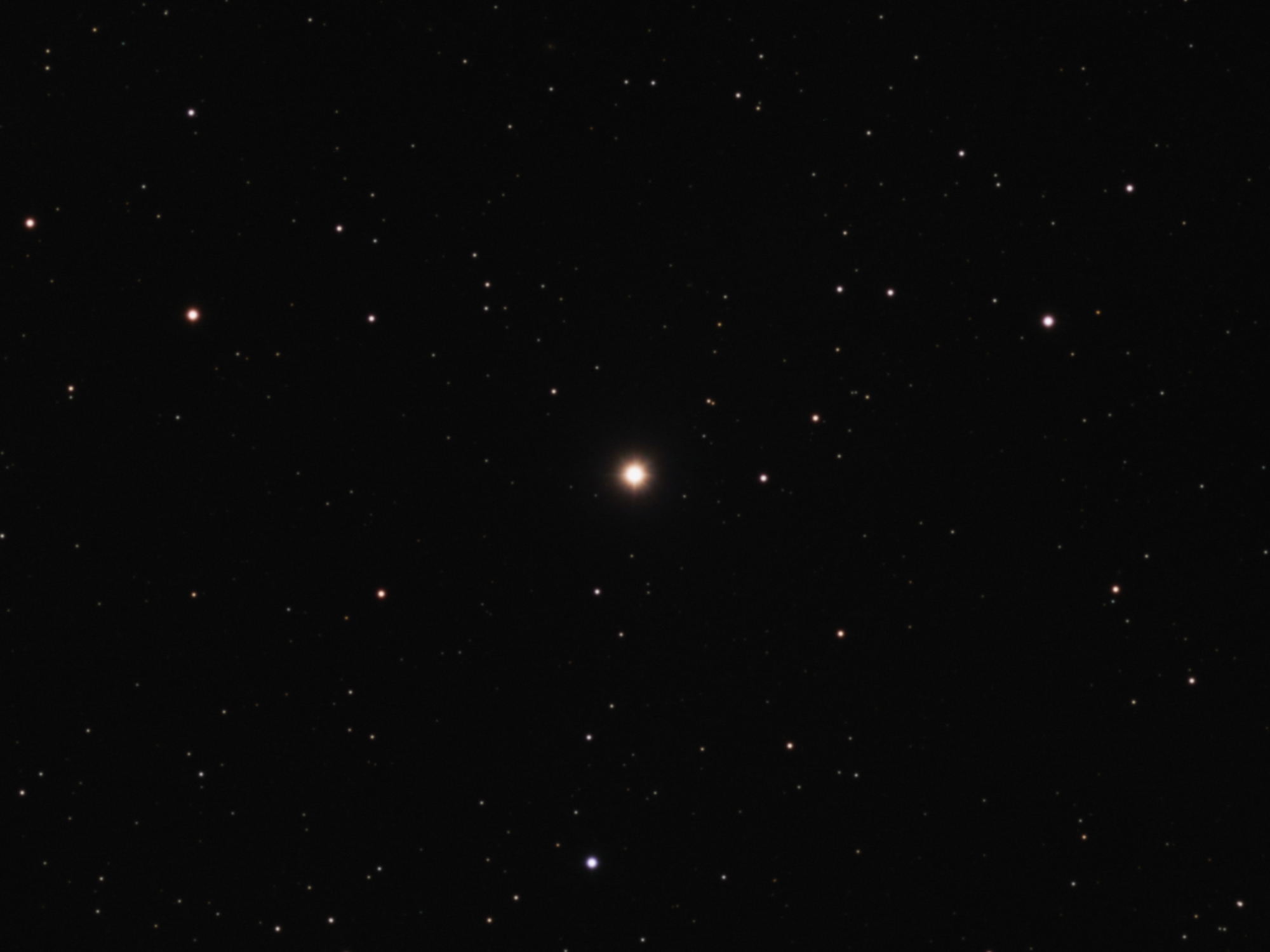
Imagen en luz visible de 39 Arietis

- 14 Arietis, gigante blanco-amarilla de magnitud 4,98.
- 19 Arietis, gigante roja de magnitud 5,73.
- 26 Arietis (UU Arietis), estrella blanca de la secuencia principal y variable multiperíodica Delta Scuti.
- 27 Arietis, subgigante o gigante amarilla de magnitud 6,23.
- 29 Arietis, enana amarilla de magnitud 6,00.
- 39 Arietis, gigante naranja de magnitud 4,51, séptima estrella más brillante de Aries.
- 41 Arietis (Bharani), estrella blanco-azulada de magnitud 3,61; aun no teniendo denominación de Bayer es la tercera más brillante de la constelación.
- 51 Arietis, enana amarilla situada a 69 años luz de distancia.
- 59 Arietis, subgigante amarilla.
- U Arietis, estrella variable Mira cuyo brillo varía entre 7,2 y 15,8 en un período de 371 días.
- V Arietis, estrella de carbono y estrella CH muy pobre en metales.

Sistema planetario alrededor de HD 12661

- RZ Arietis (45 Arietis), gigante roja y variable semirregular de magnitud 5,80.
- SX Arietis (56 Arietis), de magnitud 5,77, es el prototipo de las variables que llevan su nombre.
- TT Arietis, variable cataclísmica cuya naturaleza no es bien conocida; habitualmente tiene magnitud 10,5, pero durante largos períodos su brillo disminuye hasta magnitud 15.
- TZ Arietis (Luyten 1159-16), enana roja y estrella fulgurante también próxima al sistema solar, a 14,5 años luz.
- UV Arietis (38 Arietis), variable Delta Scuti de magnitud 5,19.
- Estrella de Teegarden, enana roja muy tenue situada a unos 12,5 años luz de la Tierra.
- HD 12661, estrella de magnitud 7,44 con dos planetas extrasolares.
- HD 20367, enana amarilla con un planeta extrasolar.
- HIP 14810, enana amarilla con tres planetas.

## Objetos de cielo profundo

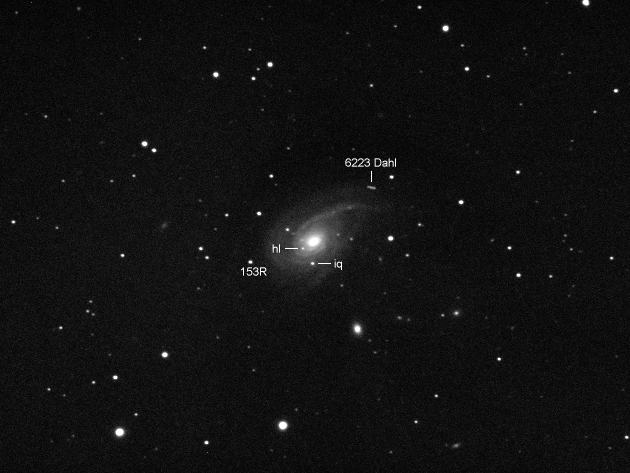
La Galaxia Espiral NGC 772.

- NGC 772 AR: 01h 59m 18.0s Dec: +19°1′0″ (Época 2000). Galaxia espiral, a un grado de γ Arietis. Tiene diversas galaxias satélite, entre ellas NGC 770, que está a unos 113 000 años luz de distancia de NGC 772. Ambas se encuentran a unos 130 millones de años luz de la Tierra.
- NGC 821, galaxia elíptica.
- NGC 877, galaxia espiral intermedia distante 160 millones de años luz aproximadamente. Es el miembro más prominente de una agrupación galáctica que lleva su nombre.
- NGC 1156, galaxia enana irregular de magnitud aparente 11,7. Su núcleo galáctico es más grande que la media.

## Mitología

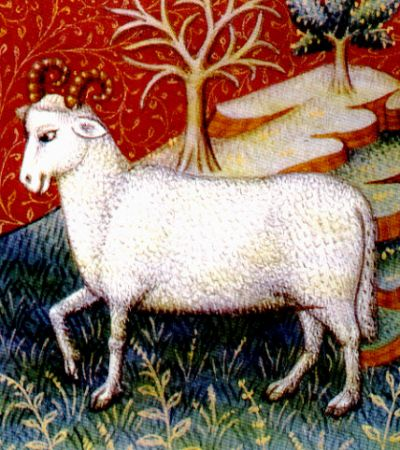
Representación medieval de Aries.

Es catasterismo de la constelación del Carnero tiene tres variantes en la mitología griega. Manilio dice que Aries resplandece por su vellocino de oro y Arato que no corre más lento que la Osa Cinosura. En acadio se le conoce como Argu (el Asalariado) y en sumerio como LÚ.HUN.GÁ (el Asalariado). 
La versión más concocida nos dice que Frixo y Hele son hijos de Atamante, rey de Tesalia, y de Néfele. Tras quedar viudo, Atamante vuelve a casarse con Ino. Años después el reino sufre una etapa de hambruna y la reina decide sacrificar a los hermanos para terminar esta aciaga época. Néfele salva a los niños entregándoles un carnero con la lana dorada y dotado del don de la palabra. Los niños parten sobre él rumbo al Ponto Euxino, salvándoles la vida. Durante el viaje Hele cae al mar y se ahoga, dando su nombre a esa región marina, que pasará a llamarse Helesponto («mar de Hele»). Frixo llega a la Cólquida, cuyo rey Eetes lo acoge. Tras desollar el carnero, le entregó a Eetes la piel de oro para que la tuviese como recuerdo; el animal, por su parte, partió hacia las estrellas; ésta es la razón de que aparezca con un brillo muy escaso. O bien fue la propia Néfele quien puso la imagen del carnero en los cielos.
La segunda versión dice que mientras Dioniso partía hacía la campaña en África, él y su ejército se quedaron sin agua en el desierto. En el momento momento crítico apareció de repente un carnero que condujo a los soldados a un estanque de agua en un oasis y desapareció. Dioniso fundó allí un templo a Júpiter Amón, e hizo una estatua de Zeus con patas y cuernos de carnero (como se solía representar a Amón). Zeus mostró su gratitud al carnero colocándolo en los cielos. O bien el carnero apareció después de que Dioniso hubiera rogado a Zeus que le ayudara, y creó la primavera golpeando el suelo con su pezuña. La tercera versión dice que el carnero fue colocado en el cielo para honrar a Dioniso por haber introducido la cría de ovejas, pero no se dan más detalles al respecto.